# Roman Zacharyn-Koszkin
Roman Zacharyn-Koszkin (? — 1543) – okolniczy i wojewoda, protoplasta rodu Romanowów. Był synem Jurija i Ireny z Tuczkowych Zacharynowej-Koszkiny.
Ojciec Anastazji Romanownej - pierwszej żony Iwana Groźnego, dziadek cara Fiodora Iwanowicza i patriarchy Moskwy Fiodora (Filareta).
Piastował godność okolniczego. Po raz pierwszy został wymieniony w 1532 roku, a ostatni w 1535 roku. Był dwukrotnie żonaty, dzieci: Dałmat (zmarł bezpotomnie, 5 października 1543), Daniel, Nikita i Anna (mąż: książę Wasilij Andrzejewicz Sickij), Anastazja.
Pochowany w rodzinnym grobowcu w soborze Monasteru Nowospasskiego. Badania szkieletu wykazały, że miał 178-183 cm wzrostu i cierpiał na chorobę Pageta